# الجريف شرق
الجريف شرق: هي عبارة عن منطقه سكنية تقع في ولاية الخرطوم محلية (شرق النيل)
الجريف شرق وبالإنجليزية (Aljraif East) هي أحد مناطق محلية شرق النيل بالعاصمة الخرطوم
, سكانها يتجاوزون الــــ 15.000(خمسة عشر ألف) نسمة وتقع على الضفة الشرقية للنيل الأزرق.
الموقع
وهي من أكثر أحياء العاصمة جمالاً, وكثافة السكان ويحدها شمالا حلة كوكو وجنوبا أمدوم وشرقا الحاج يوسف وغربا النيل الأزرق وتتكون الجريف شرق من سبعة أحياء رئيسية ومشهورة ومعروفة، كذلك بترقيم المحطات، حيث يستقبلك في البدء حي (هب النسيم) أو محطة (10) حيث يترأس هذه الحي أولاد باعو ومعظم أهلها جعليين، ثم تلتقي في محطة(9) حيث يترأس هذه المنطقة المحس، والتي تحتوي على عائلة كبيرة وهما أخوين حاج الضوء والدليل، لذا أطلق على الحي هذا الاسم (حوش الضوء)، ثم تلتقي في محطة (8) والتي أحيانا يطلق عليها ((القــ(8)ــرية)) أو (حي المناشير) وأحيانا تسمى محطة قهوة العشاي وهي من أكثر المناطق في الجريف سكانا وتقريبا هي الإرث القديم لما يسمى حاليا بالجريف شرق، وفيها خلوة الفكي يوسف بابكر وهي من أكبر الخلاوي لتحفيظ القرآن الكريم في شرق النيل، وأيضا كلية علوم القرآن ومسجد روح الشيخ ودبدر، وأيضا المعهد والذي خرج الرعيل الأول من أبناء الجريف وأمدوم، ثم تتجه خطواتك لتدخل في رحاب (جريف قمر), وتجد جامع (حاج عبد الله نابري) وهي من أكبر العائلات في الجرف نابري وحاج الطيب المبارك وصغير وناب والشفيع ونادي السلام ومركز الشباب وجريف قمر حي كبير يحتوي على السوق الرئيسى لمدينة الجريف شرق، ثم تأتي أحياء (الشيخ سرحان)، وهو الشيخ العلامة المعروف الفكي سرحان، ومن ثم تدخل إلى نطاق الجريف كـركـوج، وهي الجزء المكمل للجريف من حيث التاريخ ويقال أن (عجيب المانجلك) زعيم العبدلاب قُتل فيها وتنقسم كركوج إلى عدة أحياء أشهرها (فريق الشفيع) ونمر والحوش وفريق التريبة وكثير من الأحياء التي اشتهرت بها كركوج وفيها أقدم مسجد في الجريف وهو مسجد (الفكي خليل)..
ً كما يوجد فيها كثيراً من الأعمال الأخرى .
والجريف شرق من أقدم المناطق بالخرطوم على وجه الخصوص..
حيث يعطيها شاطئ النيل الأزرق طابعها الخاص.. ويرجع تاريخها إلى ألف من السنين ونيف..
وتشتهر بكثرة المساجد، حيث بها أكثر من ثلاثين مسجدا بمختلف مناطقها المختلفة وهي المدينة الأكثر مساجدا في السودان مقارنة بعدد سكانها ومساحتها..
ويكثر بها خلاوي تعليم القرآن الكريم.. والنوداي الرياضية والثقافية ..
تعد الجريف شرق من أعرق سكان الخرطوم من حيث القدم بمهنتهم المعروفة وهي صناعة الطوب ( الكمائن ) وهي حرفة يمتازون بها عن غيرهم من حيث العراقة فيها فهم تجار في هذه الحرفة وكانوا عمالا فيها من قبل أن يستعينو بعمال من خارج مناطق الخرطوم وقد بنيت معظم الخرطوم من طوب الجريف شرق بل وحتى ولايات السودان المختلفة ..
أصل التسمية :-
يقال أن أهل المنطقة قدموا إليها عبر المراكب حيث لم يكن يربطها كوبري بالخرطوم فقدموا بالجرف .
أوائل القادمين :-
حاج الضوء ياسين كان من أول الوافدين ثم تبعه صغيرون والباقين .
ومؤخراً تم إنشاء كلية الجريف شرق التقنية لتكن أحد منارات الجريف المتخصصة في مساقات هندسية متعددة.